# Церква святителя Миколая Чудотворця (Вербовець)
Церква святителя Миколая Чудотворця у Вербовці — парафія і храм Лановецького благочиння Тернопільської єпархії Православної церкви України в селі Вербовець Кременецького району Тернопільської области.
Оголошена пам'яткою архітектури місцевого значення (охоронний номер 1620).

## Історія церкви
Колись у селі існували дві церкви. Одна з них, розташована в центрі, спочатку була з солом'яним дахом, який згодом замінили на ґонтовий. На її місці у 1816–1818 роках збудували новий храм.
Священник Богдан Слонь разом з парафіянами Василем Федчуком, Семеном Королем та Макаром Гончаруком організували оновлення церкви:
- Заново позолотили іконостас.
- Здійснили добудову.
- Збудували дзвіницю.

З приходом священника Миколи Періга, за його ініціативи та допомоги активістів Миколи Івануня та Івана Мельничука, придбали нове церковне начиння: панікадило, хоругви, хрести, тетрапод, ікони, Біблію, Євангеліє у позолоченій оправі та церковні книги. Також організували молодий церковний хор під керівництвом Леоніда Кухарука.
Нині відправи проводяться не лише в храмі, а й біля пам'ятників Шевченка, Воїну-визволителю та хреста, встановленого до першої річниці Незалежності України. При церкві також діє дитячий церковний хор.

## Парохи
- о. Євген Стефанович,
- о. Антон Мілікевич,
- о. Олександр Гусаковський,
- оо. Александровичі,
- о. Олександр Бонітенко,
- о. Степан Скрипник,
- о. Микола Періг (з ?).